# Onthophagus suturellus
Onthophagus suturellus é uma espécie de inseto do género Onthophagus, família Scarabaeidae, ordem Coleoptera.
Foi descrita cientificamente por Brullé em 1832.